# Antonie Pannekoek
Antonie (Anton) Pannekoek, född 2 januari 1873 i Vaassen, död 28 april 1960 i Wageningen, var en nederländsk astronom och rådssocialistisk tänkare.
Pannekoek var en ledande marxistisk tänkare i den första generationen efter Karl Marx. Han var vän med bland andra Karl Kautsky och var en frontfigur för de tidiga socialdemokratiska rörelserna i både Nederländerna och Tyskland. Pionjär inom den kommunistiska rörelsen i Europa, men vände sig mot leninismen redan från början.
Pannekoek blev en frontfigur och ledande teoretiker för en så kallad frihetlig socialism, men kritiserade även skarpt anarkismen. Han blev en föregångare till eurokommunismen. Hans skrift Marxismus und Darwinismus brändes av nazister under bokbålen i Nazityskland 1933.

## Utmärkelser
Asteroiden 2378 Pannekoek är uppkallad efter honom.